# Okręty podwodne typu Prawda
Okręty podwodne typu Prawda (serii IV) – seria dużych, szybkich radzieckich okrętów podwodnych z okresu II wojny światowej przewidzianych do współpracy z okrętami liniowymi. Wchodziły w skład Floty Bałtyckiej. Powstały trzy jednostki tego typu: „Prawda”, „Zwiezda” i „Iskra”. „Prawda” zatonęła na minie we wrześniu 1941, pozostałe dwa okręty przetrwały wojnę i zostały złomowane w latach 50. XX w.

## Geneza
Koncepcja działań floty radzieckiej pod koniec lat 20. XX w. zakładała aktywną obronę podejść do Zatoki Fińskiej. Główną siłą Floty Bałtyckiej były pancerniki typu Gangut. Aby lepiej wykorzystać ich możliwości, zdecydowano się zbudować wspierające je okręty podwodne. 
Pierwsze założenia dotyczące szybkich dużych okrętów podwodnych zarząd morski sztabu Armii Czerwonej przedstawił w maju 1930. Zgodnie z nimi nowe jednostki miały mieć wyporność 1200-1300 t i być uzbrojone w jedno działo kalibru 102 mm, 1 kal. 45 mm i 10 wyrzutni torpedowych. Oczekiwano też wysokiej prędkości nawodnej, pozwalającej na towarzyszenie pancernikom . Jeszcze latem 1930 zgłoszono projekt inż. A. Asafowa. Opracował je on przebywając w specjalnym więzieniu NKWD. Według jego projektu okręty miały przy wyporności 900 t być uzbrojone w dwa działa kal. 130 mm, jedno działko przeciwlotnicze kal. 37 mm i 6 wyrzutni torpedowych. Maksymalna prędkość na powierzchni miał wynieść 23 w., w zanurzeniu – 11 w. Projekt był bardzo podobny do eksperymentalnego brytyjskiego okrętu podwodnego HMS X1. W listopadzie 1930 projekt został zaakceptowany przez Radę Rewolucyjną ZSRR i zlecono budowę trzech jednostek.

## Budowa
Stępkę pod pierwszy okręt z serii – „Prawdę” – położono 21 maja 1931, a pod dwa następne – „Zwiezdę” i „Iskrę” – 19 grudnia. Jednak 7 października 1932 Rada Rewolucyjna ZSRR zmieniła założenia projektu. Według niego okręty miały na powierzchni wypierać 931 t, osiągać prędkość 23 w. i zanurzać się na 72 m. W tym momencie stopień zaawansowanie prac przy „Prawdzie” wynosił 25%, przy „Zwiezdzie” – 20%, a przy „Iskrze” – 15%. Wobec tego Rada Rewolucyjna zdecydowała o dokończeniu „Prawdy” jako okrętu eksperymentalnego i wstrzymaniu prac na dwóch pozostałych okrętach.
Wstępny projekt Asafowa zakładał maksymalne zanurzenie na 50 m, więc głównym zadaniem było wzmocnienie kadłuba sztywnego. Osiągnięto to przez zastosowanie pośrednich wręg. Aby zmieścić się w zadanej wyporności, zdecydowano się zmienić układ przedziałów i zmniejszyć kaliber dział ze 130 mm do 100 mm. „Prawdę” zwodowano 30 stycznia 1934, a 12 września 1935 przeprowadzono testy zanurzenia. Okręt bez załogi zawieszono na taliach okrętu ratowniczego „Kommuna” i opuszczono na głębokość 72,5 m. Po niecałych dwóch godzinach „Prawdę” wydobyto na powierzchnię. Okręt nie odniósł żadnych uszkodzeń. W tym czasie kontynuowano prace na pozostałych dwóch okrętach. „Zwiezdę” wodowano 15 kwietnia 1935, a „Iskrę” – 4 grudnia 1934 . W trakcie prób pierwszego z okrętów okazało się, że z powodu zbyt ostrego dziobu torpedy uszkadzają się w czasie opuszczania wyrzutni. Z tego powodu dziób skrócono o 3 m co rozwiązało ten problem, lecz spowodowało spadek prędkości maksymalnej o 0,8 w.

## Konstrukcja
Okręty podwodne typu Prawda były konstrukcji dwukadłubowej – kadłub sztywny wykonano ze stali o grubości 10 mm, a lekki – od 6 do 12 mm. Kadłub sztywny był podzielony na siedem przedziałów.
Napęd składał się z dwóch wysokoprężnych, czterosuwowych silników firmy MAN o mocy 2700 KM każdy oraz dwóch silników elektrycznych o mocy 550 KM każdy. Zrezygnowano z projektowanego początkowo pomocniczego generatora wysokoprężnego, który miał ładować baterie akumulatorów i ułatwiać osiągnięcie maksymalnej prędkości.
Uzbrojenie składało się z sześciu wyrzutni torpedowych kalibru 533 mm. Cztery z nich znajdowały się na dziobie, dwie – na rufie. Konstrukcja wyrzutni opierała się na brytyjskim typie L-55, lecz względem pierwowzoru ograniczono w niej użycie metali kolorowych, przez co zmniejszyła się ich niezawodność. W przedziale I znajdowały się cztery zapasowe torpedy. Wyrzutnie mogły wykorzystywać wyłącznie torpedy typu 53-27Ł.
Uzbrojenie artyleryjskie składało się z dwóch armat kalibru 100 mm typu B-24-PŁ i działka przeciwlotniczego kalibru 45 mm. Do obrony przeciwlotniczej służyły ponadto dwa ciężkie karabiny maszynowe kalibru 7,62 mm.
Za zalety okrętów typu Prawda uznaje się silne uzbrojenie artyleryjskie i wysoką prędkość maksymalną na powierzchni, natomiast za wady: powolne zanurzanie się i niewielką dopuszczalną głębokość zanurzenia (wcześniej wybudowane podwodne stawiacze min typu Leniniec mogły schodzić na większą głębokość). Z tego powodu uważa się, że okręty typu Prawda nie były w stanie współdziałać z flotą nawodną, co było głównym założeniem przy ich projektowaniu.

## Okręty
| Nazwa       | Położenie stępki | Wodowanie        | Wejście do służby | Los                                     |
| ----------- | ---------------- | ---------------- | ----------------- | --------------------------------------- |
| Prawda P-1  | 21 maja 1931     | 30 stycznia 1934 | 9 czerwca 1936    | zatonął we wrześniu 1941, okolice Hanko |
| Zwiezda P-2 | 19 grudnia 1931  | 15 kwietnia 1935 | lipiec 1936       | wycofany w 1952                         |
| Iskra P-2   | 19 grudnia 1931  | 4 grudnia 1934   | lipiec 1936       | złomowany w 1956                        |

## Służba
„Prawda” weszła do służby 9 czerwca 1936, a „Zwiezda” i „Iskra” – w lipcu tego samego roku. Wszystkie okręty zostały przyjęte w skład Floty Bałtyckiej. Otrzymały wtedy numery taktyczne: „Prawda” – P-1, „Zwiezda” – P-2, „Iskra” – P-3 . Utworzyły one razem osobny dywizjon.
W przeddzień wybuchu wojny zimowej okręty podwodne typu Prawda tworzyły 11. Dywizjon Okrętów Podwodnych w składzie 4. Brygady Okrętów Podwodnych. Nie wzięły jednak udziału w działaniach wojennych przeciwko Finlandii, gdyż były w tym czasie remontowane. Po zakończeniu remontu w listopadzie 1940 wszystkie trzy okręty udały się w okrężny rejs po Bałtyku, zawijając do Tallina, Rygi i Lipawy.
Po ataku Niemiec na ZSRR okręty typu Prawda wykorzystywano głównie jako transportowce i okręty szkolne . We wrześniu 1941 Prawda wyruszyła do Hanko z zaopatrzeniem dla stacjonującego tam sowieckiego garnizonu. Okręt zatonął 17 września w okolicach Hanko na minie. „Zwiezda” w grudniu 1941 przewiozła 700 t mazutu z Kronsztadu do Leningradu dla miejskiej elektrowni. W trakcie rejsu okręt został ostrzelany przez Niemców, ale odniósł jedynie lekkie uszkodzenia. „Iskra” została ciężko uszkodzona w czasie bombardowania we wrześniu 1941, gdy przebywała w doku w Kronsztadzie. W trakcie oblężenia Leningradu „Zwiezda” i „Iskra” zostały zakonserwowane, a ich armaty kal. 100 mm zostały zdjęte i skierowane do obrony miasta. Prace te miały miejsce w 1941 lub 1942. W sierpniu 1944 „Zwiezda” została przekształcona w okręt do testów, a we wrześniu 1955 – w hulk . W 1956 złomowano ją w Leningradzie. „Iskrę” wycofano ze służby w 1952, kadłub okrętu był później wykorzystywany do testów.

## Dane taktyczno-techniczne
Dane na podstawie Jędrusik 2017 ↓, s. 94:
- Wyporność:
  - w wynurzeniu – 931 t[c]
  - w zanurzeniu – 1685 t[d]
- Wymiary:
  - długość: – 90 m
  - szerokość: 8 m
  - zanurzenie średnie: 2,83 m
- Napęd:
  - 2 silniki wysokoprężne, czterosuwowe, 10-cylindrowe MAN M10V49/48[2]  o mocy 2700 KM (każdy)
  - 2 silniki elektryczne PP84/95[2]  o mocy 550 KM (każdy)
- Prędkość[e]:
  - nawodna: – 20,2 w
  - podwodna: – 10,9 (lub 8,3) w
- Zasięg[9]:
  - nawodny – 5700 Mm przy prędkości 10 węzłów w wynurzeniu
  - podwodny – 105 Mm przy prędkości 4 węzłów;
- Zanurzenie:
  - robocze – 50 m
  - graniczne – 70 m
- Uzbrojenie:
  - 6 stałych wyrzutni torped kalibru 533 mm: 4 na dziobie i 2 na rufie (zapas torped: 10 sztuk)
  - 2 działa uniwersalne typ B-24-PŁ kal. 100 mm, zapas pocisków – 200 na każde działo, kąt podniesienia - 45°
  - 1 działa przeciwlotnicze kal. 45 mm, zapas pocisków – 500
- Załoga: 54 osoby
- Autonomiczność : 28 dni